# Ermita de Santa Bárbara (Onda)
La ermita de Santa Bárbara de Onda (Provincia de Castellón, España) está emplazada en un cerro de las estribaciones del Montí (monte que limita por el sur la población), a una altura de 326 m, dominando el panorama de la Plana hasta el mar. 

## Descripción
Se trata de una edificación de una sola nave, de cuatro tramos, con una pequeña torre campanario situada a la derecha de su acceso y una serie de dependencias secundarias en su parte posterior.
El interior, en el que se conserva parte del pavimento, las pilastras y restos de la cornisa longitudinal, está totalmente expoliado. De los anexos apenas quedan los cimientos de los muros de lo que debió ser vivienda del ermitaño, con una cisterna abovedada, en la parte posterior del templo. 
La primera referencia escrita al templo es del año 1430. Luego, la Crónica de Viciana (1564) lo menciona, por lo que la fecha de 1697 que figura en su puerta debe referirse a su renovación o reconstrucción. 
La ermita fue incendiada el 20 de agosto de 1836 por considerarla guarida de carlistas. 